# Hans Mair von Landshut
Pour les articles homonymes, voir Mair.
Hans Mair, dit Mair von Landshut, est un peintre, dessinateur et graveur actif en Bavière entre 1485 et 1510.

## Biographie
La vie d'Hans Mair (qui ne doit pas être confondu avec un autre artiste nommé Nicolaus Alexander Mair) est mal connue. Il pourrait être le frère d'Anna Mair, mère d'Hans Holbein l'Ancien. Celui-ci est né à Augsbourg, ville dont pourrait également être originaire Hans Mair. On a surnommé ce dernier « Mair von Landshut » en raison de la présence des armes de cette ville sur une estampe (L'Heure de la mort) signée « Mair » et datée de 1499.
Documenté en 1490 en tant que « Mair, peintre de Freising » dans les registres fiscaux de Munich, il pourrait alors avoir collaboré avec Jan Polack à la réalisation d'un retable de l'église Saint-Pierre de cette ville.
En 1495, il peint un panneau représentant des scènes de la vie du Christ pour une lunette de la cathédrale de Freising.
Parmi ses œuvres signées et datées, la plus tardive porte la date de 1504.

## Œuvre
L'art de Mair se caractérise par des décors architecturaux multipliant les plateformes et les niches servant de support aux scènes représentées.
Ses estampes étaient souvent imprimées sur du papier coloré à la main puis rehaussées de divers matériaux de couleur appliqués au pinceau ou à la plume.
Contrairement aux estampes, il n'existe aucun tableau signé par Mair, mais plusieurs panneaux ont pu lui être attribués sur la base de rapprochements stylistiques avec les gravures du maître bavarois.

Quelques œuvres d'Hans Mair
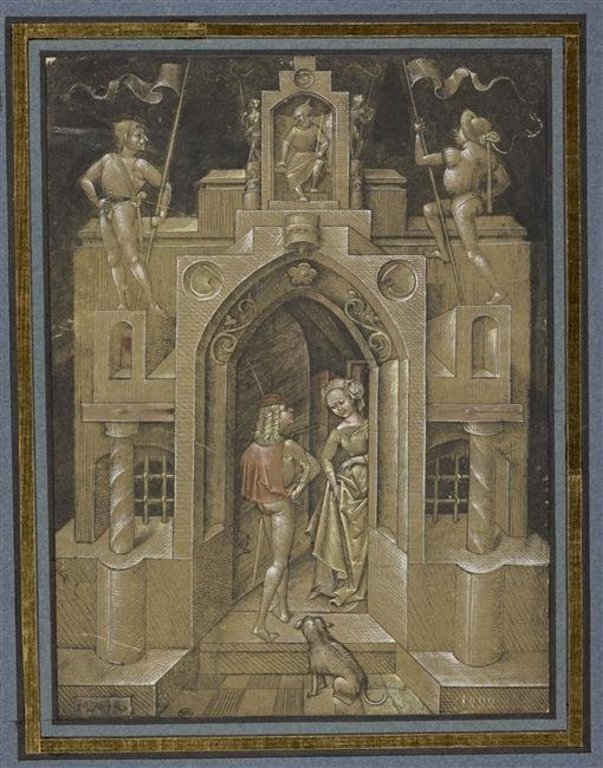
Une Dame et un cavalier conversant sur le seuil d'une maison gothique, gravure avec rehauts, vers 1490, Paris, Musée du Louvre.
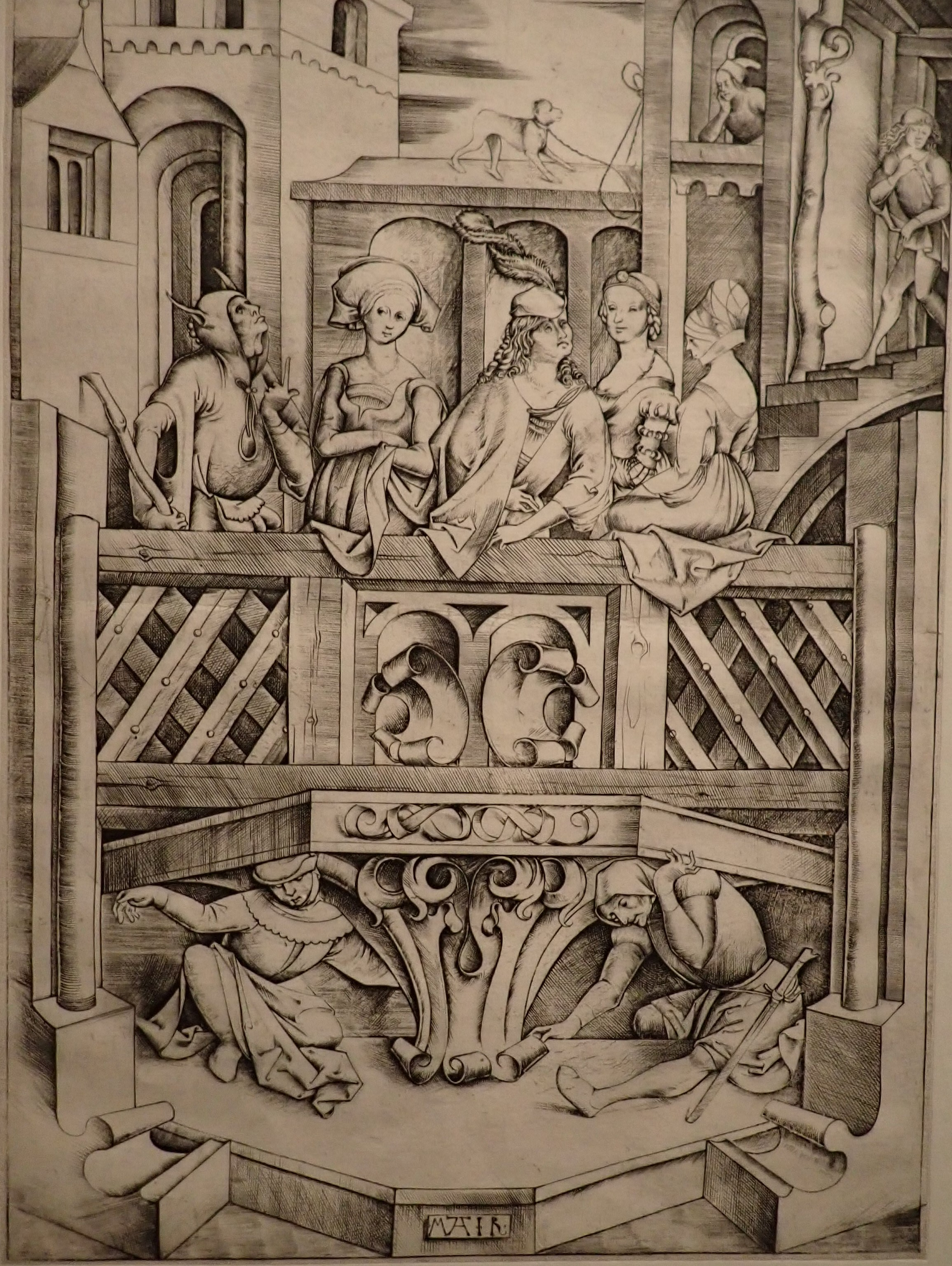
Le balcon, gravure, vers 1496, Paris, Musée du Louvre[4].
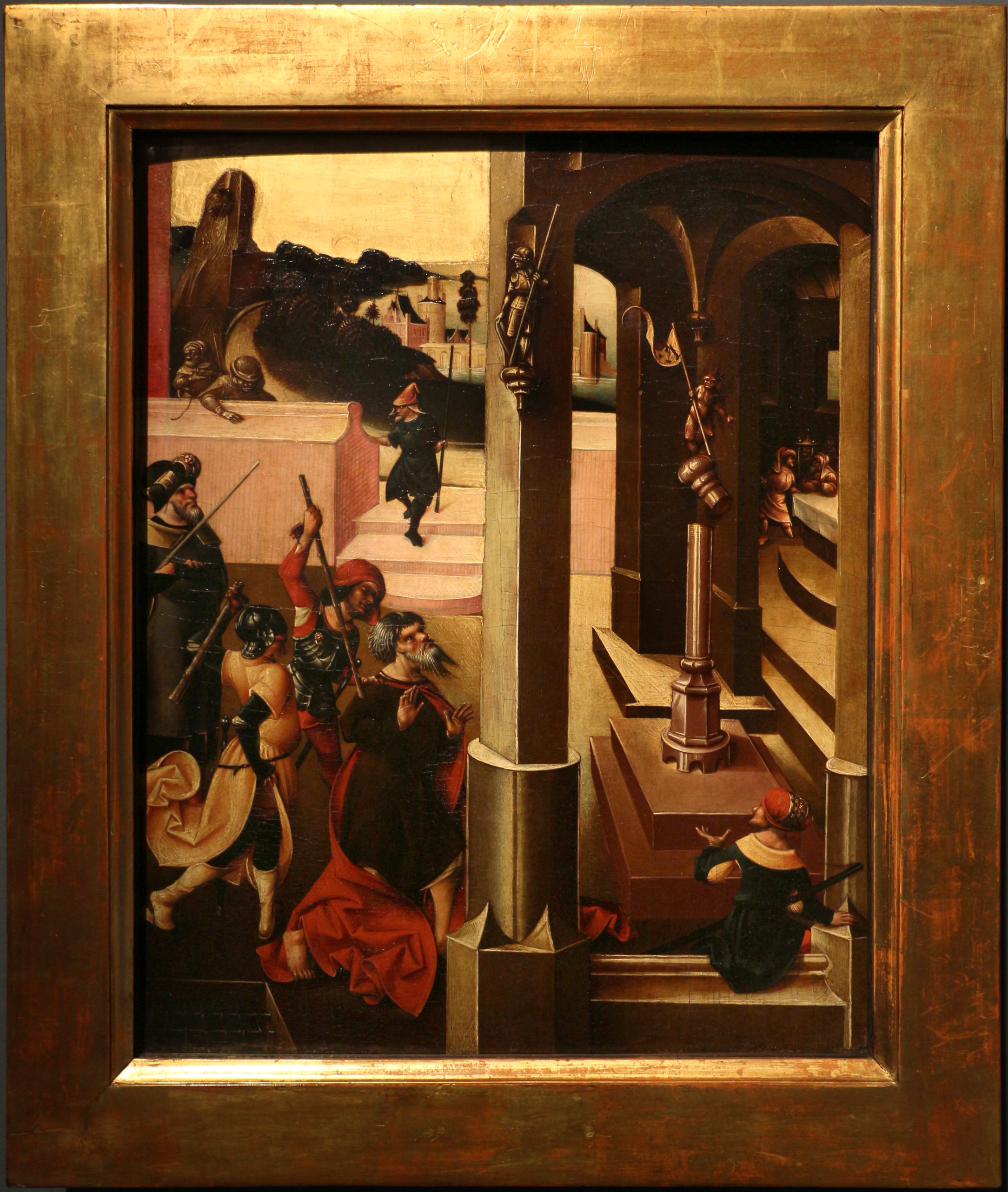
Saint Jude Thaddée forcé d'adorer les idoles, huile sur panneau, vers 1495-1504, Milan, Musée Poldi-Pezzoli.
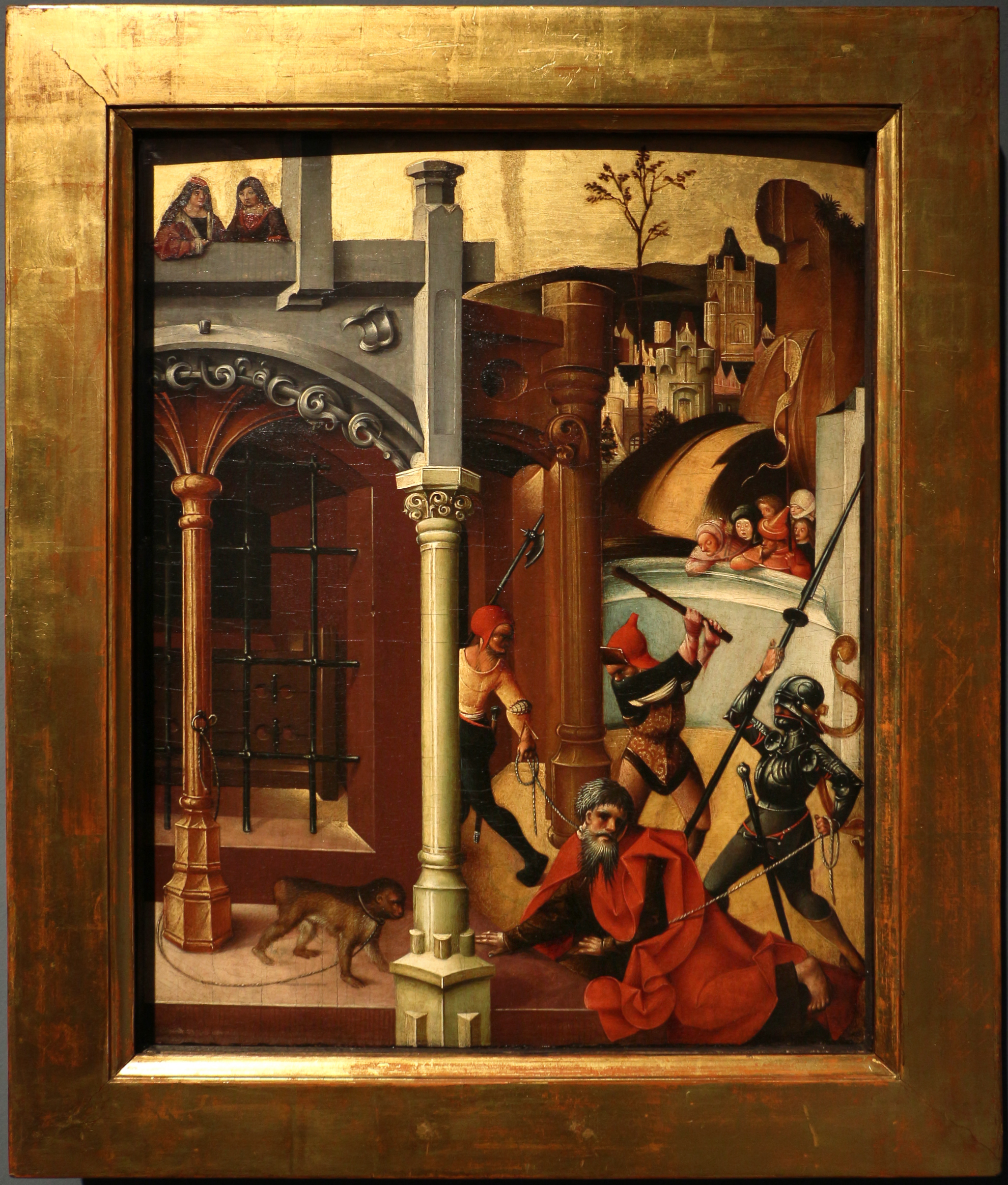
Martyr de saint Jude Thaddée, huile sur panneau, vers 1495-1504, Milan, Musée Poldi-Pezzoli.
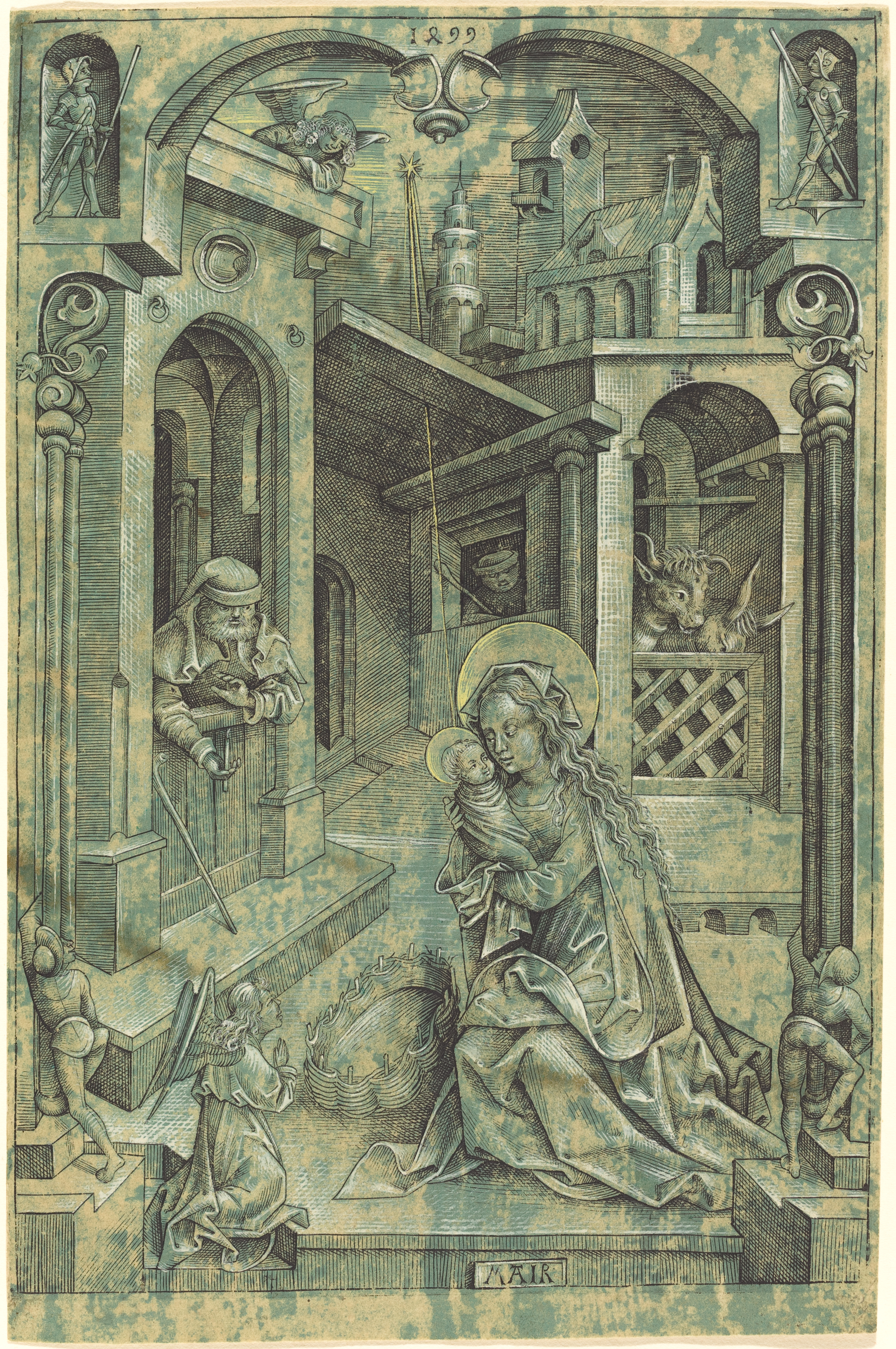
La Nativité, gravure, 1499, Washington, National Gallery of Art.
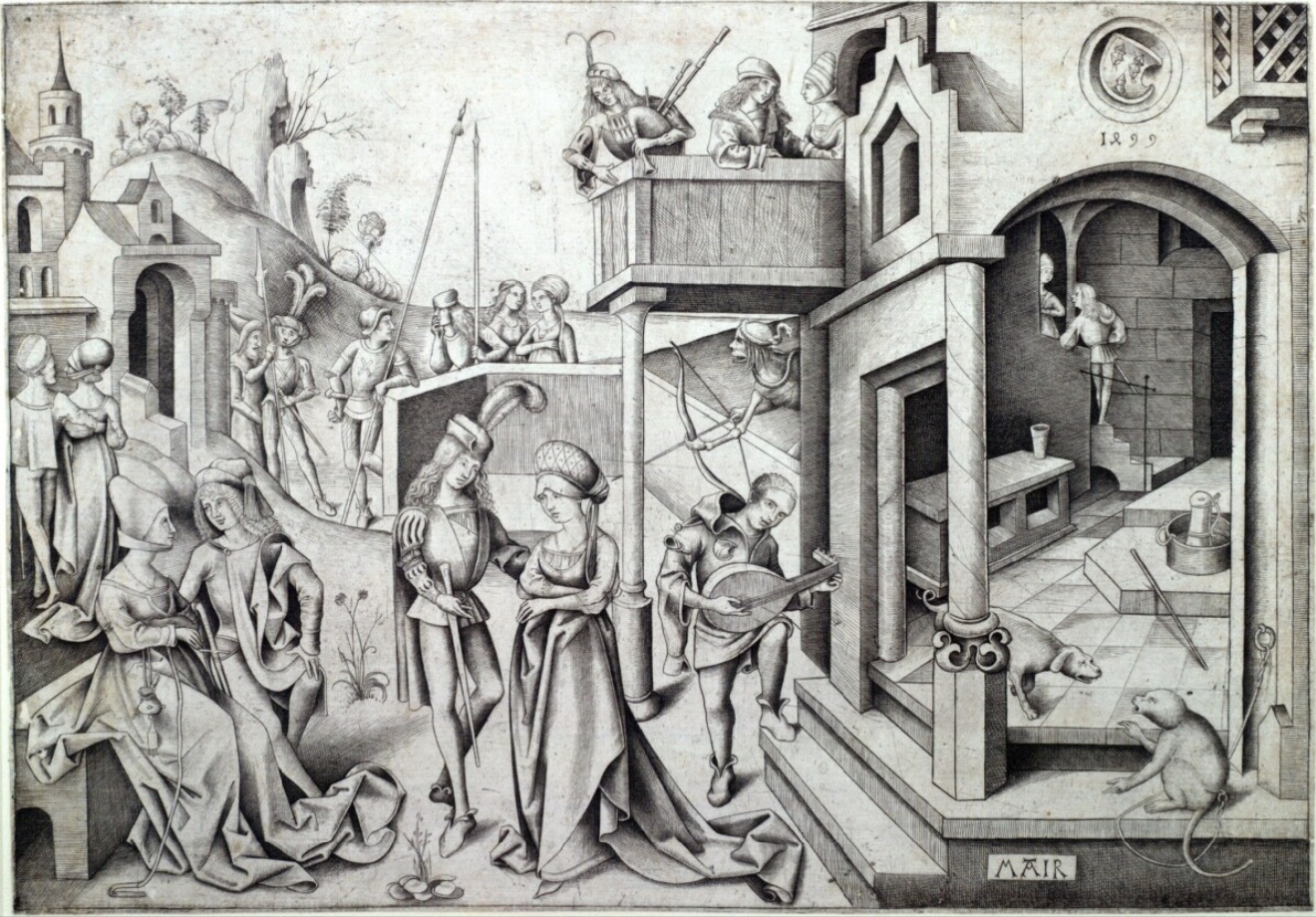
L'Heure de la mort, gravure, 1499, Vienne, Albertina.
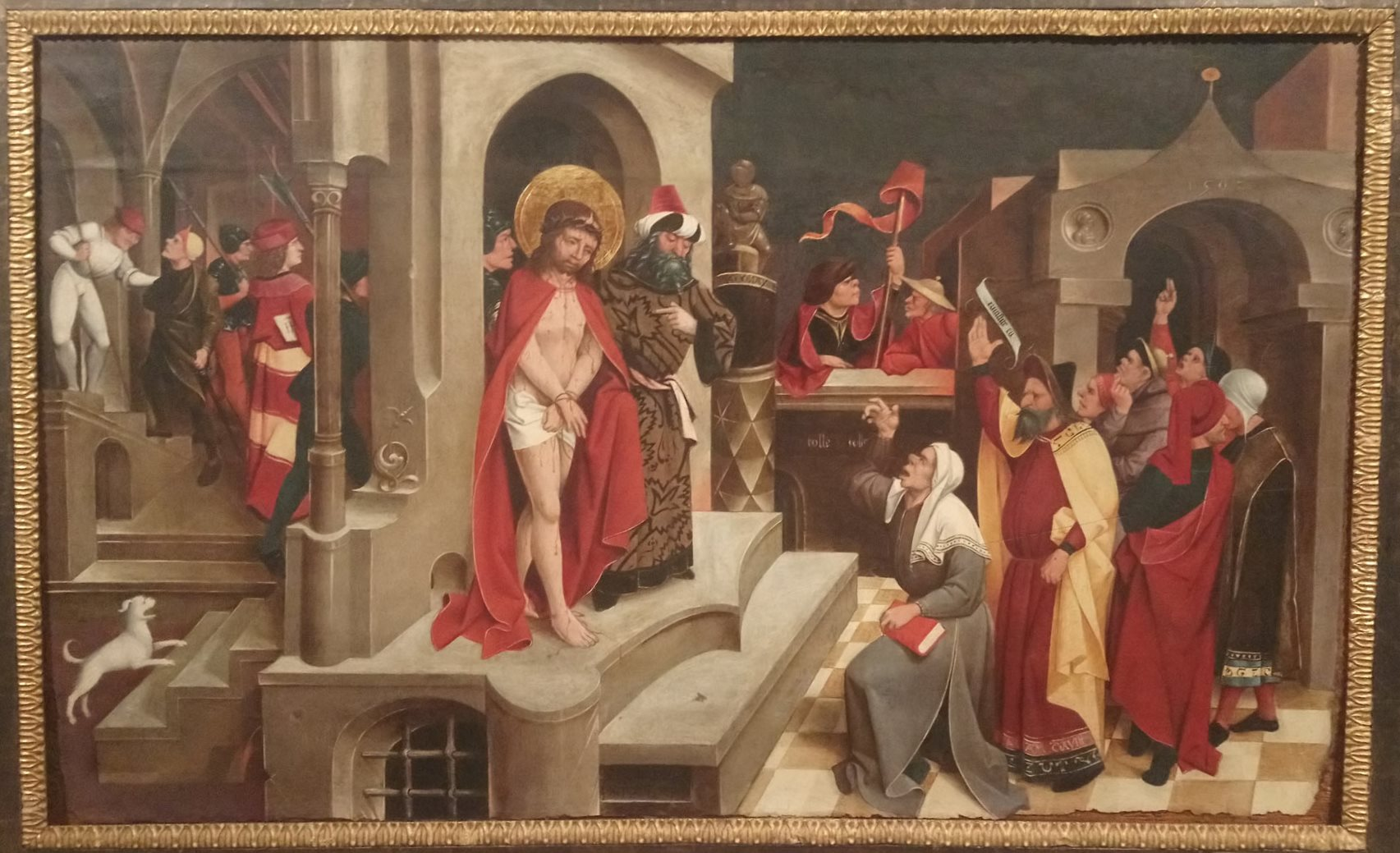
Ecce homo, huile sur panneau, 1502, Trente, Château du Bon-Conseil.